# Ortenburg (Baldramsdorf)
Ortenburg är en borgruin i kommunen Baldramsdorf i det österrikiska förbundslandet Kärnten. 
Fästningen som ligger på en höjd består av en gotisk förborg som nås över en lång träbro. Därifrån leder en vindbyrgga till huvudborgen som består av två borggårdar. Den första borggården domineras av två kärntorn, ett äldre romanskt och ett yngre gotiskt. En port leder till den andra borggården som utgör den egentliga huvudborgen Där fanns ytterligare ett försvarstorn, slottskapellet och palatset.
Borgen byggdes runt 1070. Efter en jordbävning 1348 byggdes borgen om och ut. Ortenburg var huvudsäte för grevarna av Ortenburg fram till 1500-talet. På 1530-talet inleddes byggandet av slottet Porcia i Spittal och Ortenburg förlorade sin betydelse. Bara tjänstefolk stannade kvar. 1690 förstördes Ortenburg i en jordbävning. Borgens ruiner utgjorde ett välkommet stenbrott för den omgivande befolkningen. 
1976 grundades en förening för att bevara borgen och saneringen av borgruinen inleddes. 